# Tarique Rahman
 (décembre 2024).
Tarique Rahman (également connu sous le nom de Tarique Zia') est un homme politique bangladais qui est l'actuel président par intérim du Parti nationaliste du Bangladesh (BNP) depuis février 2018. Il réside à Londres avec sa famille depuis qu'il a quitté le Bangladesh en septembre 2008.

## Famille et études
Rahman est né le 20 novembre 1965 de Ziaur Rahman, le 7e président du Bangladesh, et de Bégum Khaleda Zia, le 10e Premier ministre et la première femme Premier ministre du Bangladesh,.
Il a étudié au Shaheen High School and College et a obtenu son SSC au Dhaka Residential Model College. Il a ensuite obtenu son HSC au Adamjee Cantonment College .

## Carrière politique
Rahman a commencé sa carrière politique en 1988 en tant que membre primaire du BNP de l'upazila de Gabtali, dans le district de Bogra.

### Entrée en politique
Rahman était membre du comité stratégique de la campagne nationale du BNP, et était également responsable de la coordination des campagnes électorales dans cinq circonscriptions où sa mère Khaleda Zia était en lice.

### Contribution majeure à la politique
Après le succès du BNP aux élections nationales de 1991 (en) et la formation du nouveau gouvernement, Rahman s'est vu offrir un rôle de premier plan au sein du parti en reconnaissance de ses contributions. Toutefois, il est réticent à occuper un poste plus élevé afin de disposer de suffisamment de temps pour renforcer le parti au niveau de la base. Pendant de nombreuses années, il est resté actif dans le développement des unités de Bogra du BNP. Lors des élections nationales de 1996 (en), la base du parti et les hauts dirigeants ont demandé à Rahman de se présenter dans une circonscription de Bogra. Mais il décline l'offre afin de poursuivre son travail à la base et de coordonner les campagnes électorales pour sa mère.
Pendant le gouvernement de la Ligue Awami, de 1996 à 2001, Rahman a mobilisé des mouvements contre les actions du gouvernement. Il a fait activement campagne pour s'attaquer aux problèmes de privation économique et a commencé à défendre un programme de consultation à l'échelle du pays visant à faire connaître la situation critique des personnes vivant dans les zones rurales. Ce programme à grande échelle, le premier de cette nature dans l'histoire du Bangladesh, a entraîné une mobilisation de masse contre le gouvernement, ce qui a joué un rôle déterminant dans le retour du BNP au pouvoir. Il a instauré le système du vote secret à Bogra pour élire les dirigeants par le biais d'un conseil ouvert.
Lors des élections nationales de 2001 (en), le parti remporte une victoire écrasante avec une majorité des deux tiers.

### Exil forcé
Tarique Rahman est le principal responsable de l'attaque terroriste à la grenade du 21 août 2004 contre un rassemblement public organisé par le parti d'opposition de l'époque, la Ligue Awami. L'attaque à la grenade Arges de qualité militaire a visé l'ensemble des hauts dirigeants de la ligue Awami, y compris l'actuelle première ministre Sheikh Hasina, et a tué 24 dirigeants et travailleurs de la ligue Awami, dont Ivy Rahman, présidente de la ligue Awami féminine et épouse du défunt président Zillur Rahman. L'attaque a également blessé des centaines de victimes, dont beaucoup sont devenues infirmes à vie. L'ancien vice-ministre Abdus Salam Pintu, l'ancien député Kazi Shah Mofazzal Hossain Kaikobad (en) et certains fonctionnaires du ministère de l'Intérieur, de la police, de la Direction générale du renseignement des forces (DGFI), du renseignement de sécurité nationale (en) (NSI) et du bureau du Premier ministre (PMO) sont impliqués dans la planification de l'attentat. Il a été condamné à la prison à vie par la Cour du Bangladesh,.

## Exil et asile
Après la libération de sa mère, Khaleda Zia, le 11 septembre 2008, Rahman s'est rendu à Londres, au Royaume-Uni, pour suivre un traitement médical à l'hôpital Wellington, un hôpital privé indépendant situé à St. John's Wood. Le gouvernement intérimaire, soutenu par l'armée, a confirmé que Rahman s'était engagé par écrit à ne plus faire de politique à l'avenir et a été autorisé à se rendre à l'étranger.
La Commission anti-corruption a déposé douze dossiers contre Rahman et son ami et partenaire commercial, Giasuddin Al Mamun (en), ce qui, selon le BNP, est politiquement motivé et les dossiers sont déposés dans le cadre de la conspiration du gouvernement intérimaire précédent pour empêcher Rahman de participer à la politique du Bangladesh. Le 16 octobre 2009, la Haute Cour a émis une règle demandant au gouvernement et à la Commission anti-corruption du Bangladesh d'expliquer pourquoi l'affaire de corruption du Zia Orphanage Trust contre Khaleda Zia et Rahman ne devrait pas être annulée sur une pétition déposée par Zia. Le 9 novembre 2017, la Cour suprême du Bangladesh a rejeté la pétition de Khaleda et Rahman demandant la suspension des procédures de procès dans l'affaire de corruption du Zia Orphanage Trust. Le tribunal de première instance n'a désormais aucun obstacle juridique pour poursuivre l'affaire de corruption à leur encontre,.
Khaleda Zia a déclaré que son fils prendrait part à la politique active à son retour de l'étranger après avoir terminé son traitement. Elle a pris la parole lors de quelques réunions publiques sur son chemin vers Bogra et a affirmé que le gouvernement actuel tente de harceler son fils pour qu'il ne puisse pas rentrer au pays. Elle a déclaré : « Tareque a travaillé pour le développement du pays, mais de nombreux dossiers ont été déposés uniquement pour le détruire dans le cadre de conspirations nationales et internationales ». Elle a également ajouté : « Le 7 mars 2007, il a été arrêté dans une voiture juste devant moi. Mais après la garde à vue, mon fils a dû être envoyé à l'étranger dans une civière pour être soigné... Les médecins ont déclaré que son rétablissement prendra plus de temps... ».
Le 8 décembre 2009, lors du 5e Conseil national du Parti nationaliste du Bangladesh, Rahman a été déclaré vice-président senior du BNP.
Le 25 juillet 2013, Rahman a été invité à une fête iftar à Londres organisée par les partisans expatriés du parti. En septembre 2013, certains représentants du gouvernement des États-Unis ont rencontré Rahman et ont discuté de certaines questions bilatérales.
Le 4 janvier 2014, dans un message vidéo publié sur YouTube, Rahman a appelé au boycott des élections générales du lendemain au Bangladesh.
En novembre 2018, Rahman a mené le processus d'entretien par Skype pour les candidats à l'investiture du parti BNP lors des élections générales bangladaises de 2018.

## Vie privée
Rahman vit actuellement dans la banlieue de Londres. Il est marié à Zubaida Rahman, médecin et fille cadette du contre-amiral Mahbub Ali Khan (en), ancien chef d'état-major de la marine du Bangladesh, et cousine germaine d'Irene Khan, ancienne secrétaire générale d'Amnesty International. Leur fille unique, Zaima Rahman, est avocate.